# Tomás Palacios
Tiago Tomás Palacios (* 28. dubna 2003) je argentinský profesionální fotbalista, který hraje na pozici středního obránce za italský klub FC Inter Milán.

## Klubová kariéra

### Počátky kariéry

#### Talleres a Independiente Rivadavia
Palacios začal svou kariéru v mateřském klubu CA Costa Brava, než se v roce 2019 připojil k mládežnické akademii Talleres. Dne 14. listopadu 2021 podepsal Palacios s klubem svou první profesionální smlouvu. Dne 9. dubna 2022 si Palacios odbyl svůj profesionální debut při prohře 1:5 s Defensa y Justicia v zápase Copa de la Liga Profesional.
Dne 6. ledna 2024 se Palacios připojil k Independiente Rivadavia na roční hostování.

### Inter Milán
Dne 30. srpna 2024 Palacios dokončil svůj přestup do Interu Milán za částku 6,5 milionu eur plus 4,5 milionu eur v bonusech, které si Talleres a Independiente Rivadavia rozdělily rovným dílem, a s týmem Serie A podepsal pětiletou smlouvu. Za Inter debutoval v zápase 30. října 2024, kdy v 81. minutě nahradil Stefana de Vrije při ligové výhře 3:0 nad Empoli.

## Reprezentační kariéra
Palacios je argentinský mládežnický reprezentant, který má na kontě pět startů za národní tým do 20 let.

## Statistiky

### Klubové
Platí k zápasu hranému 6. prosince 2024.
| Klub                                | Sezóna            | Liga                         | Liga   | Liga | Národní pohár | Národní pohár | Ligový pohár | Ligový pohár | Kontinentální | Kontinentální | Ostatní | Ostatní | Celkově | Celkově |
| Klub                                | Sezóna            | Soutěž                       | Zápasy | Góly | Zápasy        | Góly          | Zápasy       | Góly         | Zápasy        | Góly          | Zápasy  | Góly    | Zápasy  | Góly    |
| ----------------------------------- | ----------------- | ---------------------------- | ------ | ---- | ------------- | ------------- | ------------ | ------------ | ------------- | ------------- | ------- | ------- | ------- | ------- |
| Talleres                            | 2022              | Argentinská Primera División | 0      | 0    | 0             | 0             | 2            | 0            | 0             | 0             | —       | —       | 2       | 0       |
| Talleres                            | 2023              | Argentinská Primera División | 4      | 0    | 1             | 0             | 1            | 0            | —             | —             | —       | —       | 6       | 0       |
| Talleres                            | Celkově           | Celkově                      | 4      | 0    | 1             | 0             | 3            | 0            | 0             | 0             | 0       | 0       | 8       | 0       |
| Independiente Rivadavia (hostování) | 2024              | Argentinská Primera División | 9      | 0    | 1             | 0             | 6            | 0            | —             | —             | —       | —       | 16      | 0       |
| Inter Milán                         | 2024/25           | Serie A                      | 2      | 0    | 0             | 0             | —            | —            | 0             | 0             | 0       | 0       | 2       | 0       |
| Celkově v kariéře                   | Celkově v kariéře | Celkově v kariéře            | 15     | 0    | 2             | 0             | 9            | 0            | 0             | 0             | 0       | 0       | 26      | 0       |